# Walerija Bondarenko
Walerija Wolodymyriwna Bondarenko (ukrainisch Валерія Володимирівна Бондаренко; * 20. Juni 1982 in Krywyj Rih, damals Ukrainische SSR) ist eine ehemalige ukrainische Tennisspielerin.

## Karriere
Walerija ist die ältere Schwester der Tennisspielerinnen Aljona und Kateryna Bondarenko. Sie gewann acht Doppelturniere auf dem ITF Women’s Circuit. Ihre höchsten Weltranglistenpositionen erreichte sie mit Platz 636 im Einzel und mit Platz 189 im Doppel. 
Im Jahr 2008 beendete sie ihre Tennislaufbahn.
Für die ukrainische Fed-Cup-Mannschaft spielte sie 2005 und 2006 insgesamt zwölf Partien; dabei feierte sie vier Siege (alle im Doppel).